# Cycas megacarpa
Cycas megacarpa es una especie de Cycadopsida del género Cycas, de la familia Cycadaceae, del orden Cycadales.

## Distribución
Cycas megacarpa se distribuye por Australia (Queensland).

## Taxonomía
Fue descrita científicamente por K.D.Hill. Fue publicado por primera vez en K.D.Hill. In: Telopea 5(1): 188-189, fig. 5. (1992).